# Нормальний елемент

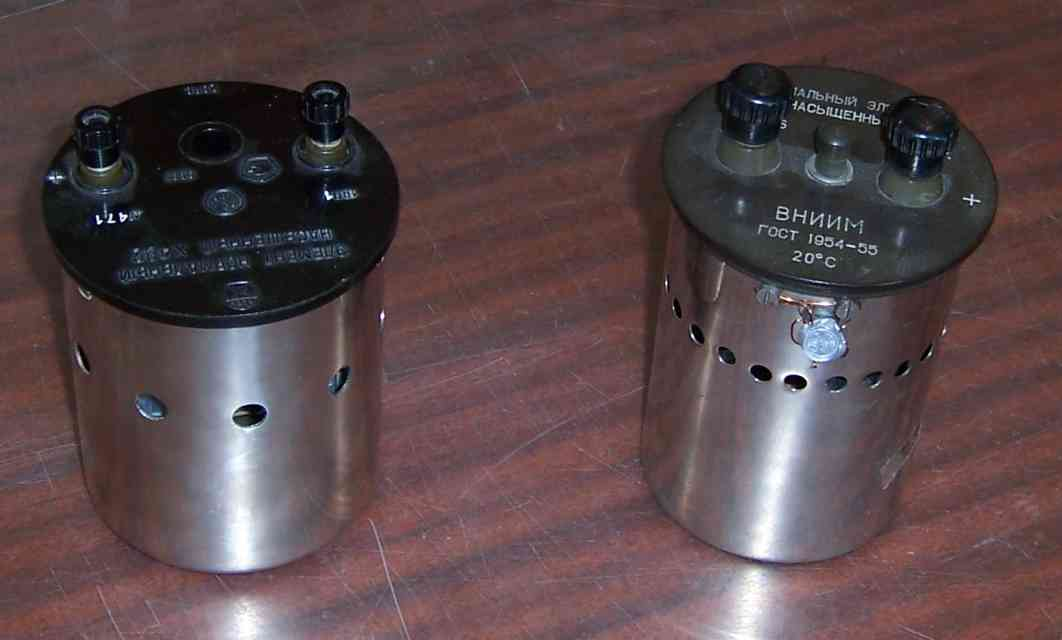
Нормальні елементи

Нормальний елемент — оборотний гальванічний елемент з високостабільним значенням ЕРС, що використовується у вимірювальних цілях.

## Застосування
Нормальні елементи застосовуються як зразкові і робочі міри електрорушійної сили і призначені для повірки, калібрування та градуювання електровимірювальних приладів у лабораторних і цехових умовах. Можуть використовуватися в компенсаційних схемах, приладах і різноманітних пристроях для точного вимірювання ЕРС і напруги, електричного струму (наприклад, у вимірювальних потенціометрах і цифрових приладах).
Разом з мірами опору застосовуються для вимірювання сили та потужності електричного струму, а з перетворювачами — для вимірювання неелектричних величин (наприклад, температур). Номінальні значення ЕРС сучасних нормальних елементів лежать, в основному, у діапазоні 1,018 ÷ 1,019 В.

## Класифікація

### За електрохімічними ознаками
Залежно від концентрації електроліту нормальні елементи поділяються на насичені і ненасичені, залежно від використовуваних матеріалів електродів і електроліту, у різний час існували наступні види нормальних елементів:
- Елемент Вестона - ртутно-кадмій-амальгамний, з розчином сульфату кадмію — широко застосовувався до недавнього часу
- Елемент Кларка — ртутно-цинк-амальгамний, з розчином цинкового купоросу — у наш час практично не застосовується
- Елемент Флемінга - мідно-цинковий, з розчинами мідного купоросу і цинкового купоросу — давно вийшов зі сфери застосування

### За технічним виконанням
- Вбудований - має відносно невеликі розміри, металевий або пластмасовий кожух з виводами, зазвичай, під паяння
- Нормальний елемент як самостійний пристрій (без термостата) — має ударостійкий металевий корпус з діелектричною верхньою панеллю, на якій знаходяться клеми для підключення, де зазвичай також знаходиться отвір, в який вставляється термометр для контролю температури
- Термостатований — являє собою два чи більше нормальних елементів і термостата, що складається з камери і автоматичного електронного регулятора. Завдяки високій стабільності температури в камері, де знаходяться нормальний елемент, відсутня необхідність обліку температурної поправки ЕРС.

## Основні нормовані характеристики
- Номінальне значення ЕРС при температурі 20 °C
- Клас точності
- Максимальний внутрішній опір